# Aéroport de Mongo
L'aéroport de Mongo est un aéroport desservant Mongo, dixième grande ville du Tchad, et capitale de la région du Guéra,.